# Крофорд Тауншип (округ Клінтон, Пенсільванія)
Крофорд Тауншип (англ. Crawford Township) — селище (англ. township) в США, в окрузі Клінтон штату Пенсільванія. Населення — 973 особи (2020).

## Демографія
Згідно з переписом 2010 року, у селищі мешкало 939 осіб у 341 домогосподарстві у складі 271 родини. Було 405 помешкань
Расовий склад населення:
| - 99,1 % — білих - 0,5 % — чорних або афроамериканців - 0,1 % — азіатів |

До двох чи більше рас належало 0,1 %. Частка іспаномовних становила 0,4 % від усіх жителів.
За віковим діапазоном населення розподілялося таким чином: 26,7 % — особи молодші 18 років, 60,0 % — особи у віці 18—64 років, 13,3 % — особи у віці 65 років та старші. Медіана віку мешканця становила 40,6 року. На 100 осіб жіночої статі у селищі припадало 105,9 чоловіків;  на 100 жінок у віці від 18 років та старших — 103,6 чоловіків також старших 18 років.
Середній дохід на одне домашнє господарство  становив 60 150 доларів США (медіана — 54 766), а середній дохід на одну сім'ю — 64 976 доларів (медіана — 60 556). За межею бідності перебувало 11,1 % осіб, у тому числі 15,7 % дітей у віці до 18 років та 4,2 % осіб у віці 65 років та старших.
Цивільне працевлаштоване населення становило 409 осіб. Основні галузі зайнятості: освіта, охорона здоров'я та соціальна допомога — 26,4 %, виробництво — 17,1 %, будівництво — 12,0 %, мистецтво, розваги та відпочинок — 7,8 %.